# 角屋正隆
角屋 正隆（すみや まさたか、1914年6月1日 - 2008年4月29日）は、日本の経営者。東京出版販売(現在のトーハン)社長を務めた。新潟県出身。

## 経歴
1932年に東京堂に入社し、1934年に中央大学経済学部経済学科を卒業。1946年に日本出版配給を経て、1949年に東京出版販売に転職。
1961年5月に取締役に就任し、1967年に常務、1975年に専務を経て、1979年6月に副社長に就任し、1984年6月には社長に昇格。1987年6月には会長に就任。
2008年4月29日老衰のために死去。93歳没。